# Tunika rzymska

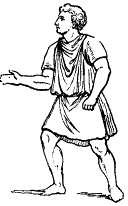
Rzymianin w tunice

Tunika (łac. tŭnĭcă) – w starożytnym Rzymie przewiązany w pasie wełniany ubiór bez rękawów lub z krótkimi rękawami, będący odpowiednikiem greckiego chitonu.
Rzymska tunika była szatą spodnią, szytą z niefarbowanej materii, a nakładana przez głowę, przypominała koszulę. Złożona z dwóch zszytych ze sobą płatów lekkiej tkaniny, miała prosty krój, jednakowy dla kobiet i mężczyzn. Ubiór kobiecy był jedynie obszerniejszy i dłuższy, opadający do pięt (tunica talaris). Krótsza tunika męska sięgała do połowy łydek bądź do kolan, rzadziej do kostek, choć różnice te z biegiem czasu zanikły. Pasek wiązany był przeważnie na biodrach, ponad nim tunikę podciągano, aby uzyskać tzw. zanadrze.
W ubiorze kobiecym była to szata spodnia, na którą nakładano stolę. Mężczyźni nosili ją w domu, w gronie rodzinnym, także w otoczeniu wiejskim. W sytuacjach oficjalnych i przed wyjściem z domu na tunikę wkładano togę, której prawo używania przysługiwało wyłącznie obywatelom rzymskim.
Wygląd tuniki zależał od statusu majątkowego i pełnionej funkcji społecznej. Senator nosił tunica laticlavia ozdobioną z przodu pionowym, purpurowym pasem (latus clavus), trybun wojskowy (tribunus militum angusticlavius) nosił tunikę z wąskim purpurowym paskiem – tunica angusticlavia. Wodzowie, zwłaszcza odbywający triumf, wkładali tunica palmata, ozdobioną haftem ze złotymi liśćmi palmowymi.
Ludzie należący do stanu niższego (niewolnicy, chłopi, robotnicy, rzemieślnicy) zwykle poruszali się (także na zewnątrz) wyłącznie w tunice. W zależności od pory roku noszono równocześnie dwie (lub więcej) tunik, nakładając je na siebie.
W średniowieczu określenie to odnoszono zarówno do sukni męskich, jak i kobiecych wkładanych przez głowę. 